# Diopatra bulohensis
Diopatra bulohensis är en ringmaskart som beskrevs av Tan och Chou 1996. Diopatra bulohensis ingår i släktet Diopatra och familjen Onuphidae. Inga underarter finns listade i Catalogue of Life.